# パーソン・ラッセル・テリア
パーソン・ラッセル・テリア(Parson Russell Terrier)は、イギリス原産のテリア犬種である。

## 概要
ジャック・ラッセル・テリアと非常に近い犬種。
ジャック・ラッセル・テリアが他犬種との交配により短脚および小型化していくのに歯止めをかけ、ジョン・ラッセル牧師が愛したテリアの当時の姿と能力を求め復元され、現在の容姿となった。

## ジャック・ラッセル・テリアとの違い
両犬種とも、現在のところ個体差が大きいため、見た目だけで判断するのは非常に難しい。
定められたスタンダードをJKCから引用すると体高と毛色で差が出ている。
- パーソン・ラッセル・テリア：理想体高　牡：36cm　牝：33cm（上下2cmまで許容される）
- ジャック・ラッセル・テリア：理想体高　　　25〜30cm

毛色については、パーソン・ラッセル・テリアではほとんど白、頭部および尾根のみに色がついているのが理想とされているのに対し、ジャック・ラッセル・テリアでは白が優勢となっているだけで制限はないと言える。